# A Collection: Greatest Hits... and More
A Collection: Greatest Hits ... and More é o terceiro álbum de grandes sucessos da cantora estadunidense Barbra Streisand. Foi lançado em 3 de outubro de 1989, pela Columbia Records. 
Apresenta dez canções da carreira de Streisand, que datam de 1975 a 1988, além de duas canções inéditas: "We're Not Makin 'Love Anymore", que foi lançada como o primeiro single, em 14 de setembro de 1989, e "Someone That I Used to Love" o segundo e último single, também lançado em 1989. Ambos apareceram em várias paradas de sucesso internacionais.
A produção executiva ficou sob os comandos de Streisand, Charles Koppelman e Peter Matz. 
As resenhas dos críticos de música foram desfavoráveis, com alguns dizendo se tratar de um projeto desnecessário. Comercialmente, alcançou a posição de número 26 na Billboard 200, dos Estados Unidos e liderou as paradas na Noruega e da Suécia. Posteriormente, seria certificado por vendas significativas em oito países, incluindo os Estados Unidos, onde 2.000.000 de cópias foram vendidas.

## Desenvolvimento e músicas
Em 1989, Barbra Streisand começou a dedicar a maior parte de seu tempo à direção da adaptação cinematográfica do romance de Pat Conroy de 1986, O Príncipe das Marés. Devido à sua agenda apertada e disponibilidade limitada, a Columbia Records propôs a Streisand lançar outro álbum de grandes sucessos, uma vez que ela tinha estado em uma situação semelhante durante na época de sua compilação anterior, Memories, de 1981. O lançamento em CD ocorreu nos Estados Unidos em 3 de outubro de 1989. A produção executiva é de Streisand, Charles Koppelman e Peter Matz. Foi relançado em territórios europeus selecionados em 1997 pelo selo mundial da Columbia, CBS Records International.
A seleção que compõe a lista de faixas inclui canções do catálogo de Streisand desde 1975, como "By the Way", que é notável por ter o primeiro crédito de composição da carreira de Streisand. Além disso, contém a faixa-título de The Main Event, de 1979, e três faixas de Guilty, de 1980 ("Woman in Love", "What Kind of Fool" e "Guilty"). De Memories, "Comin 'In and Out of Your Life" e "Memory" foram incluídos, assim como "The Way He Makes Me Feel" (1983), "Somewhere" (1985) e "All I Ask of You" (1988), dos álbuns Yentl, The Broadway Album e Till I Loved You, respectivamente. Além das dez canções acima mencionadas, Streisand gravou duas novas faixas: "We're Not Makin 'Love Anymore" e "Someone That I Used to Love".
"We're Not Makin 'Love Anymore" foi escrita por Michael Bolton e Diane Warren e produzida por Narada Michael Walden. Foi lançada como single em 14 de setembro de 1989, em quatro formatos: 7", 12", cassete e CD. Atingiu a décima posição na tabela Adult Contemporary dos Estados Unidos e no número dezessete na mesma parada, do Canadá. Apareceu nas tabelas da Holanda e do Reino Unido nas posições 89 e 85, respectivamente. Um videoclipe oficial foi criado para o single e estreou ao vivo no Entertainment Tonight, em 14 de setembro; sendo o terceiro videoclipe de sua carreira.
"Someone That I Used to Love" foi lançada como o segundo e último single, no final de 1989. Como seu antecessor, entrou em várias paradas de música internacionais. Na tabela Adult Contemporary dos Estados Unidos, atingiu o número 25 e na Holanda, atingiu o número 86.

## Recepção crítica
| Críticas profissionais | Críticas profissionais |
| Avaliações da crítica  | Avaliações da crítica  |
| Fonte                  | Avaliação              |
| ---------------------- | ---------------------- |
| AllMusic               | [ 17 ]                 |

Os críticos de música notaram a reciclagem de faixas mais antigas da compilação. William Ruhlmann, do site AllMusic, considerou-a uma "compilação estranha" e que o seu lançamento "não fazia o menor sentido". Ele afirmou que seu apelo era provavelmente dirigido aos fãs de Streisand devido à temporada de férias que se aproximava: "muitos fãs de Streisand devem ter recebido como um presente de Natal em 1989, o que provavelmente era a ideia". Allison J. Waldman, autora do livro The Barbra Streisand Scrapbook, o descreveu como "não inspirado" e considerou que esse foi o principal motivo de seu fraco sucesso comercial quando se compara com as duas compilações anteriores: Barbra Streisand's Greatest Hits Vol. 2, de 1978 e Memories, de 1980).

## Desempenho comercial
Estreou na Billboard 200 na posição de número 80, em 21 de outubro de 1989; foi a terceira maior estreia da semana atrás de Crossroads, de Tracy Chapman e Cry Like a Rainstorm, Howl Like the Wind de Linda Ronstadt. Em 18 de novembro, atingiu o pico de número 26 na parada; passou um total de 25 semanas na Billboard 200. Por vendas superiores a 500.000 cópias, foi certificada como disco de ouro pela Recording Industry Association of America, em 29 de novembro de 1989. Posteriormente, seria certificada 2× platina, em 27 de setembro de 1994. Na parada musical do Canadá, compilado pela revista RPM, estreou no número 65 na semana que terminou em 11 de novembro de 1989. Eventualmente, atingiu o pico de número 59 e foi certificado 2× platina por vendas de 200.000 unidades. A princípio, o lançamento ocorreu apenas em alguns territórios europeus; nos Países Baixos, atingiu o número 10 e no Reino Unido atingiu o número 22. Na Oceania, atingiu o pico nos números 22 e 40 na Austrália e na Nova Zelândia, respectivamente.
Em 1997, foi relançada em vários países europeus, e apareceu nas paradas de álbuns da Bélgica, Noruega e Suécia, alcançando o primeiro lugar nas paradas nos dois últimos países, e liderando por três semanas consecutivas as paradas da Noruega e quatro semanas consecutivas a da Suécia. Na versão Valônia da parada Ultratop, da Bélgica, atingiu o número 49. Após o lançamento de Guilty Pleasures, em 2005 apareceu  em 83º lugar na parada PROMUSICAE, da Espanha. Apesar de não aparecer nas paradas da Finlândia e da França, recebeu certificações de platina em ambos os territórios.

## Lista de faixas
Créditos adaptados do encarte do CD A Collection: Greatest Hits...and More, de 1989.
| A Collection: Greatest Hits...and More – Standard edition |                                                        |                                                  |                                       |         |  |
| N.º                                                       | Título                                                 | Compositor(es)                                   | Produtor(es)                          | Duração |  |
| 1.                                                        | "We're Not Makin' Love Anymore"                        | Michael Bolton Diane Warren                      | Narada Michael Walden                 | 5:33    |  |
| 2.                                                        | "Woman in Love" (from Guilty, 1980)                    | Barry Gibb Robin Gibb                            | B. Gibb Albhy Galuten Karl Richardson | 3:51    |  |
| 3.                                                        | "All I Ask of You" (from Till I Loved You, 1988)       | Andrew Lloyd Webber Charles Hart Richard Stilgoe | Phil Ramone                           | 4:01    |  |
| 4.                                                        | "Comin' In and Out of Your Life" (from Memories, 1981) | Richard Parker Bobby Whiteside                   | Webber                                | 4:09    |  |
| 5.                                                        | "What Kind of Fool" (with Barry Gibb) (from Guilty)    | B. Gibb Galuten                                  | B. Gibb Galuten Richardson            | 4:07    |  |
| 6.                                                        | "The Main Event/Fight" (from The Main Event, 1979)     | Paul Jabara Bruce Roberts Bob Esty               | Esty                                  | 4:54    |  |
| 7.                                                        | "Someone That I Used to Love"                          | Gerry Goffin Michael Masser                      | Masser                                | 4:21    |  |
| 8.                                                        | "By the Way" (from Lazy Afternoon, 1975)               | Barbra Streisand Rupert Holmes                   | Jeffrey Lesser Holmes                 | 2:56    |  |
| 9.                                                        | "Guilty" (with Barry Gibb) (from Guilty)               | B. Gibb R. Gibb Maurice Gibb                     | B. Gibb Galuten Richardson            | 4:23    |  |
| 10.                                                       | "Memory" (from Memories)                               | Webber T. S. Eliot Trevor Nunn                   | Webber                                | 3:55    |  |
| 11.                                                       | "The Way He Makes Me Feel" (from Yentl, 1983)          | Alan Bergman Marilyn Bergman Michel Legrand      | Ramone Dave Grusin                    | 4:11    |  |
| 12.                                                       | "Somewhere" (from The Broadway Album, 1985)            | Leonard Bernstein Stephen Sondheim               | David Foster                          | 4:55    |  |
| Duração total:                                            | Duração total:                                         | Duração total:                                   | Duração total:                        | 51:16   |  |

## Tabelas
| Tabela musical (1989–2005)            | Melhor posição |
| ------------------------------------- | -------------- |
| Austrália (ARIA)                      | 22             |
| Australian Albums (Kent Music Report) | 16             |
| Bélgica (Ultratop Valônia)            | 49             |
| Canadian Albums (RPM)                 | 8              |
| Espanha (PROMUSICAE)                  | 83             |
| Estados Unidos (Billboard 200)        | 26             |
| Noruega (VG-lista)                    | 1              |
| Nova Zelândia (RMNZ)                  | 40             |
| Países Baixos (Dutch Charts)          | 10             |
| Reino Unido (UK Albums Chart)         | 22             |
| Suécia (Sverigetopplistan)            | 1              |

## Certificações e vendas
| País                       | Certificação | Vendas    |
| -------------------------- | ------------ | --------- |
| Austrália (ARIA)           | Platina      | 70,000    |
| Canadá (Music Canada)      | 2× Platina   | 200,000   |
| Estados Unidos (RIAA)      | 2× Platina   | 2,000,000 |
| Finlândia (IFPI Finlândia) | Platina      | 42,348    |
| França (SNEP)              | Platina      | 300,000   |
| Noruega (IFPI Noruega)     | Platina      | 50,000    |
| Reino Unido (BPI)          | Ouro         | 100,000   |
| Suécia (GLF)               | Ouro         | 50,000    |

### Bibliography
- Santopietro, Tom (1 de abril de 2007). The Importance of Being Barbra: The Brilliant, Tumultuous Career of Barbra Streisand. [S.l.]: Macmillan. ISBN 978-1-4299-0853-5
- Waldman, Allison J. (2001). The Barbra Streisand Scrapbook illustrated, revised ed. [S.l.]: Citadel Press. ISBN 0-8065-2218-6